# L'incredibile storia dell'Isola delle Rose
L'incredibile storia dell'Isola delle Rose è un film del 2020 diretto da Sydney Sibilia.
La pellicola narra, in maniera romanzata, la vicenda dell'Isola delle Rose, la piattaforma artificiale creata dall'ingegnere Giorgio Rosa, divenuta micronazione il 1º maggio 1968 e demolita nel febbraio del 1969.

## Trama

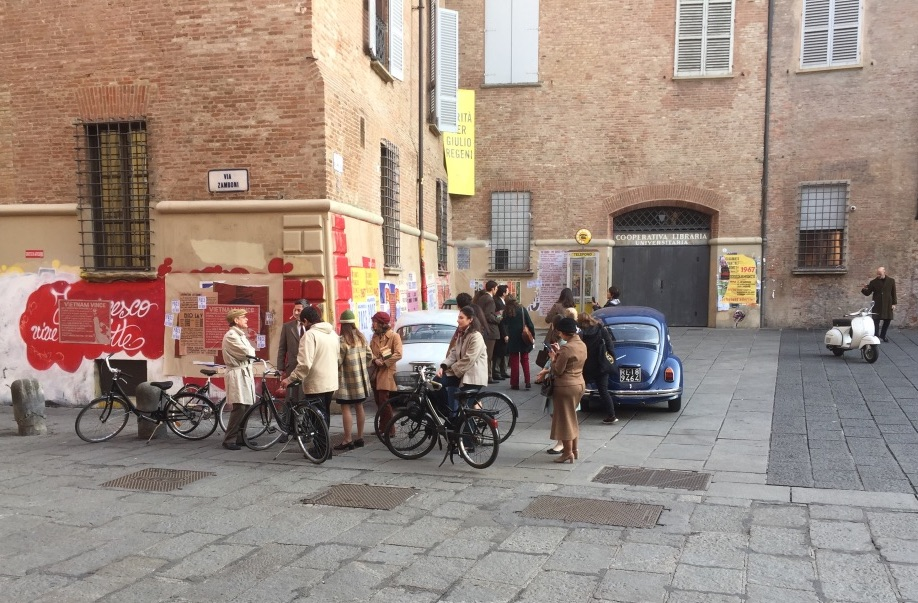
Set in Piazza Verdi a Bologna durante le riprese del film

Strasburgo, inverno 1968. Mentre si reca in ufficio, il presidente del Consiglio d'Europa Jean Baptiste Toma nota un uomo che da giorni sosta nell'androne del palazzo in attesa di poter esporre il proprio caso al parere dell'ente. Dopo molte insistenze e incuriosito dal fatto che l'uomo abbia con sé documenti emessi dalle Nazioni Unite, Toma accetta di incontrarlo e ascoltare la sua storia. Costui è Giorgio Rosa, un giovane ed eccentrico ingegnere che sta cercando di ottenere il riconoscimento dell'indipendenza dell'isola che ha costruito.
Bologna, un anno prima. La sera in cui Giorgio sta festeggiando con gli amici il superamento dell'esame di stato da ingegnere, incontra la sua ex fidanzata Gabriella, laureata in legge. La ragazza accetta di bere qualcosa insieme, raccontando di essere in crisi con il suo attuale fidanzato, che le fa pressioni per il matrimonio. Il tentativo di Giorgio di recuperare il loro rapporto finisce però malamente, dato che mentre riaccompagna Gabriella, i due vengono fermati dalla polizia per via del fatto che l'auto, che Giorgio si è autocostruito, è priva di immatricolazione e lui non possiede la patente. Giorgio viene trattenuto in caserma fino al mattino e una volta rilasciato grazie al padre, va da Gabriella per scusarsi. Gabriella lo accusa di essere immaturo ed incapace di conformarsi alle regole della società, e di aver rischiato di compromettere la sua carriera essendo stata schedata dalle forze dell'ordine. Prima che vada via, Giorgio la sfida dicendole che dovrebbe provare a costruire un mondo tutto suo, dove poter vivere in totale libertà e senza sottostare a nessuna convenzione sociale.
Tre mesi dopo, Giorgio si trova a lavorare nella scuderia del motociclista Bruno Spaggiari, quando una piattaforma petrolifera raffigurata su un tabellone pubblicitario gli fa avere un'illuminazione. Convince allora il suo amico Maurizio Orlandi, stanco di lavorare nell'azienda del padre, ad aiutarlo a costruire un'isola artificiale pochi metri fuori dalle acque territoriali, dove possano essere liberi di fare ciò che vogliono non essendo soggetti alla giurisdizione italiana. Grazie a delle geniali soluzioni ingegneristiche e al denaro che Maurizio sottrae al padre, i due riescono in poco tempo a realizzare una piattaforma di 400 metri quadrati su tubi d'acciaio al largo di Rimini e a dotarla di acqua corrente. Pietro Bernardini, un naufrago approdato sull'isola durante una tempesta ne diventa poi il primo abitante.
L'isola inizia a catturare la curiosità dei bagnanti, e un giorno viene raggiunta da Wolfgang Rudy Neumann, un apolide di origine tedesca che si occupa di organizzare eventi nei lidi della riviera. Colto il potenziale turistico, Rudy inizia a promuovere l'isola come destinazione turistica e vengono organizzate delle escursioni in barca per raggiungerla, e sempre più persone iniziano a visitarla attratti dal senso di libertà che essa rappresenta. Franca, una diciannovenne libertina e incinta, si offre di lavorare come barista sull'isola, che viene battezzata Isola delle Rose. L'isola si dota di una propria valuta e di un servizio postale, e adotta l'esperanto come lingua ufficiale. Un giorno Gabriella decide di visitare l'isola che è ormai diventata un'attrazione in tutta la città. Giorgio, dopo averla reincontrata, la invita a trattenersi ma Gabriella gli rivela di essere in procinto di sposarsi. Davanti alla contrarietà di Giorgio, che sostiene che non sia davvero convinta di sposarsi e che anche lei appartiene al mondo libero che è la sua isola, gli fa notare che quella che lui definisce una nazione indipendente ai suoi occhi altro non è che una discoteca in mezzo al mare.
Giorgio si convince allora a cercare di ottenere il riconoscimento internazionale per certificare l'indipendenza dell'isola. Viene istituito un governo, con Giorgio presidente e Maurizio, Pietro, Rudy e Franca ministri, e viene inviata formale richiesta di adesione all'ONU, che reputa sussistenti le condizioni per l'indipendenza e mette al corrente il governo italiano. A palazzo Chigi il presidente Giovanni Leone ed il ministro dell'interno Franco Restivo temono che l'indipendenza possa rappresentare una via per eludere la legislazione italiana e creare un pericoloso precedente, dopo che Giorgio ha deciso di iniziare a rilasciare passaporti e centinaia di persone hanno inviato richiesta di rinuncia alla cittadinanza italiana in favore di quella dell'isola. Anche la Chiesa, temendo che l'isola diventi luogo di immoralità chiede di intervenire, e allora Restivo incarica i servizi segreti di agire per far desistere Giorgio dal suo progetto. Dapprima i servizi tentano di corromperlo offrendogli due concessioni balneari in cambio dell'abbandono dell'isola e, dopo il suo rifiuto, fanno in modo di far licenziare il padre dalla fabbrica della Ducati dove lavora. Simili proposte vengono fatte anche ai suoi amici, che accettano voltandogli le spalle. A quel punto anche Giorgio sembra rassegnato a rinunciare, ma suo padre lo convince a perseverare. Giorgio chiede allora l'aiuto di Gabriella, esperta di diritto internazionale, che gli suggerisce di rivolgersi al Consiglio d'Europa ma si rifiuta di andare con lui.
Raccontata la sua vicenda a Toma, il funzionario decide di aiutarlo e sottopone il caso al Consiglio, che nomina una commissione per deliberare sulla faccenda. Appresa la notizia Restivo, temendo che il consiglio possa pronunciarsi a favore di Rosa, convince Leone, ormai dimissionario, a firmare una vera e propria dichiarazione di guerra contro l'Isola delle Rose, mobilitando l'incrociatore Andrea Doria col compito di distruggere la piattaforma. Informato dallo stesso Restivo, Giorgio riparte per Rimini in tutta fretta per tornare sull'isola, e al suo arrivo viene raggiunto da Gabriella, che vuole accompagnarlo e gli dice di aver rinunciato al matrimonio e aver deciso di seguirlo. Avendo capito che l'isola ha un significato che va oltre quello di una semplice attrazione turistica, e che è per lei che Giorgio ha realizzato tutto ciò, una volta sull'isola i due si chiariscono e tornano insieme. Il mattino seguente vengono svegliati dall'arrivo dell'incrociatore che sta attendendo l'ordine di attacco da Roma. Sulla terraferma si diffonde la notizia e Rudy, venutone a conoscenza, cambia idea e decide di aiutare l'amico a difendere l'isola convincendo anche Maurizio, Pietro e Franca a seguirlo. Con un espediente i quattro riescono a raggiungere l'isola e si uniscono a Giorgio e Gabriella nel fronteggiare la nave da guerra che intanto ha ricevuto il via libera. Vengono sparati dei colpi di avvertimento, ma il gruppo non si arrende e non accenna ad abbandonare l'isola. Dall'incrociatore sono allora costretti ad inviare degli incursori per catturare gli occupanti dell'isola, che viene a quel punto minata dai sommozzatori e fatta saltare in aria, proprio mentre a Roma si svolge il passaggio di consegne tra Leone e Rumor.
I titoli di coda rivelano come il Consiglio d'Europa abbia infine dichiarato di non potersi esprimere sulla questione in quanto l'Isola delle Rose era situata fuori dalle acque territoriali europee. Per evitare casi simili in futuro, l'ONU spostò globalmente il confine delle acque territoriali da 6 a 12 miglia dalla costa. Viene mostrato un breve filmato delle vere nozze di Giorgio e Gabriella e si ricorda come i due siano rimasti assieme per tutta la vita.

## Produzione
Le riprese del film sono state effettuate tra Bologna, Rimini, Riccione, Roma, Valle d'Aosta, Anzio e Malta, dove sono state girate le scene dell'isola.

## Promozione
Il primo trailer del film è stato diffuso il 27 ottobre 2020 insieme al primo poster.

## Distribuzione
Il film è stato distribuito su Netflix a partire dal 9 dicembre 2020.

## Accoglienza

### Critica
La critica ha accolto il film in maniera contrastante. Fabio Ferzetti su L'Espresso scrive che la storia «è raccontata come una specie di commedia balnear-giovanilista a tinte pop, un paio d'ore di cattivo cinema e pseudo informazione». Serena Nannelli su Il Giornale parla di vero e proprio passo falso: «un vintage-pop in salsa balneare con sottotesto ideologico che non funziona». Gabriele Niola su Wired promuove il film e ne loda lo sforzo produttivo. Per Cristina Battocletti de Il Sole 24 Ore invece manca «la corrosività del film d'esordio» di Sibilia.

## Riconoscimenti
- 2021 – David di Donatello[11][12]
  - Migliore attrice non protagonista a Matilda De Angelis
  - Miglior attore non protagonista a Fabrizio Bentivoglio
  - Migliori effetti speciali visivi a Stefano Leoni ed Elisabetta Rocca
  - Candidatura per il miglior produttore a Matteo Rovere
  - Candidatura per il miglior musicista a Michele Braga
  - Candidatura per la miglior scenografia a Tonino Zera e Maria Grazia Schirripa
  - Candidatura per i migliori costumi a Nicoletta Taranta
  - Candidatura per il miglior trucco a Luigi Rocchetti
  - Candidatura per il miglior montaggio a Gianni Vezzosi
  - Candidatura per il miglior suono
  - Candidatura per il David Giovani
- 2021 – Globo d'oro[13]
  - Miglior commedia
- 2021 – Nastro d'argento[14][15]
  - Migliore commedia
  - Miglior attore in un film commedia a Elio Germano
  - Migliore scenografia a Tonino Zera
  - Miglior casting director a Federica Baglioni
  - Candidatura per la migliore sceneggiatura a Sydney Sibilia e Francesca Manieri
  - Candidatura per i migliori costumi a Nicoletta Taranta
  - Candidatura per la miglior colonna sonora a Michele Braga

## Inesattezze storiche
Alcune informazioni riguardanti i protagonisti sono state romanzate e modificate per questioni cinematografiche, come età, matrimonio e date di alcune vicende.
In un'intervista a Il Giornale, l'architetto Massimo Franchini, che in quel periodo era il mozzo su una motonave che accompagnava i turisti a vedere l'Isola delle Rose, ha dichiarato che il film «ricostruisce l'atmosfera di quei tempi, marcando però lo stereotipo del romagnolo, mentre la storia è fasulla e romanzata: non c'era mai tanta gente sopra, non c'era musica e nemmeno un bar. “Però, ripeto, alle tedesche in bikini piaceva l'idea. C'era anche un'altra motonave che faceva un servizio simile al nostro da Rimini”».
Non ci sono prove sul viaggio di Giorgio Rosa a Strasburgo per presentare ricorso al Consiglio d'Europa, mentre quando le forze dell'ordine occuparono l'isola, non fu sparato alcun colpo di cannone, come invece si vede nel film. Inoltre, per occupare l'isola vennero usate alcune motovedette, non un incrociatore della Marina Militare.